# Міський сад (Софія)
Міський сад (болг. Градска градина.) — найстаріший і розташований в самому центрі публічний сад в Софії, столиці Болгарії, існуючий з 1872 року. На північ від нього знаходиться бульвар Царя-Визволителя, на захід — вулиця князя Олександра Баттенберга і на південь — вулиця Йосипа Володимировича Гурка.
Спочатку влаштований в останні роки Османcького правління в Болгарії Міський сад був радикально перетворений відразу після здобуття Болгарією незалежності в 1878 році і вибору Софії в як її столиці, в наступному році під керівництвом міського архітектора Антоніна Колара і з ініціативи тимчасового губернатора Петра Алабіна. Мережа алей була реорганізована, додані нові рослини, а також низький дерев'яний паркан, кав'ярня і кіоск для музикантів. Сад спочатку мав ім'я Олександра II, російського імператора і ініціатора Російсько-турецької війни 1877—1878 років, яка призвела до незалежності Болгарії.
До кінця XIX століття Міський сад неодноразово перебудовувався і розвивався. Серед відомих садівників, які працювали над ним, були Карл Бец, Даніель Нефф і Ілля Тодоров, які сформували зовнішній вигляд саду, що зберігся до початку Другої світової війни.

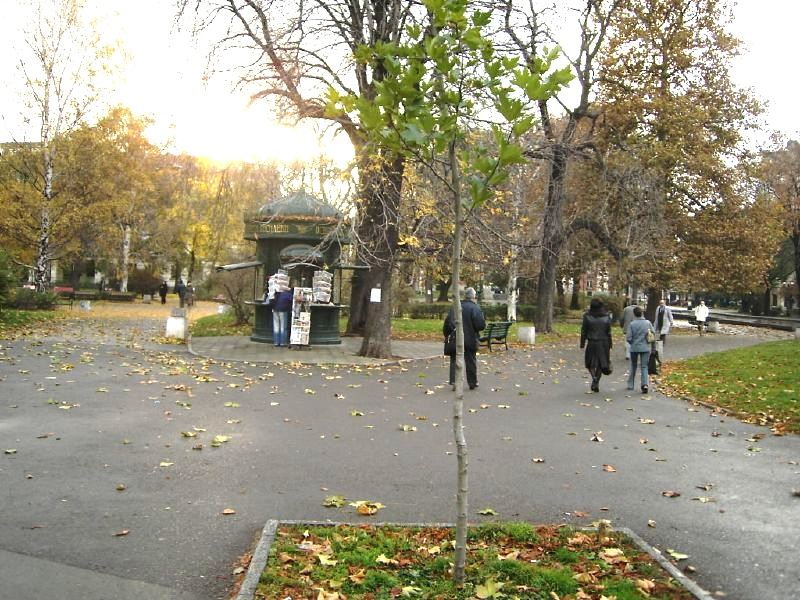
Міський сад вранці з кіоском в стилі модерн, який продає іноземну пресу.

Будівництво нині знесеного Мавзолею Георгія Димитрова, що почалося незабаром після встановлення комуністичного режиму в Болгарії після закінчення війни, супроводжувалося численними фундаментальними реорганізаціями, такими як в 1951 і 1959 роках, здійсненими Сугарево і Робевим, і в 1976 і 1978 роках Агуром. Це призвело до переорієнтації саду не в бік колишнього царського палацу, як було раніше, а в бік Національного театру Івана Вазова. Нова композиція часто вступала в конфлікт з первісним плануванням, і Міський сад втрачав свою територію і ключові архітектурні елементи в той період.
Нині Міський сад є не тільки популярним місцем відпочинку для жителів болгарської столиці, а й улюбленим місцем для любителів шахів, яких регулярно можна бачити в невеликому саду перед Національним театром. Це було також місцем, де група з близько 300 осіб на чолі з письменником Алеко Констянтиновим зібралася 27 серпня 1895 року, щоб піднятися на гору Черні-Врих, найвищу вершину масиву Вітоша, що вважається датою народження туризму в Болгарії.